# Adam Yahiye Gadahn
Pour les articles homonymes, voir Pearlman.
Adam Yahiye Gadahn ou Ādam Yaḥyā Ghadan (né Adam Pearlman, le 1er septembre 1978, en Oregon et mort en janvier 2015) est un terroriste d'Al-Qaïda américain. D'origine juive mais élevé dans le protestantisme, il se convertit à l'islam en 1995, à 17 ans, dans une mosquée californienne.

## Biographie
Fils de Phil Pearlman, né à Orange County, Californie et de Jennifer, ils changent leur nom en Gadahn (Gédéon). Petit-fils de Carl Pearlman, urologue membre de l'Anti-Defamation League et militant sioniste et de Agnes Branch, chrétienne, il devient un étudiant contestataire à l'université de Californie à Irvine, passionné de death metal, crée son propre groupe, Aphasia et contribue à un fanzine, Xenocide. Considéré après sa conversion à l'islam comme l’attaché de presse d’Oussama ben Laden, il apparaît dans une vidéo pour célébrer les attentats du 11 septembre 2001, le 11 septembre 2012.
Il est tué en 2015 au Pakistan dans une attaque de drones américains.

## Vidéos
- American Born Adam Yahiye Gadahn Speaks Of Terror July 7, 2006
- As-Sahab released recruitment and history video – Knowledge is for Acting Upon – The Manhattan Project – Part 1 September 10, 2006
- As-Sahab released recruitment and history video – Knowledge is for Acting Upon – The Manhattan Project – Part 2 September 10, 2006
- June 20, 2010 video criticizing U.S. President Barack Obama, which also includes a clip of Matthew Hoh.
- Transcript: Ashcroft, Mueller news conference, CNN.com, Wednesday, May 26, 2004 Posted: 8:19 PM EDT (0019 GMT).
- LaJeunesse, Williamet al. (October 29, 2004). "Officials Believe 'Azzam' Is Gadahn". Foxnews.com.
- 'Azzam the American' releases video focusing on Pakistan
- Al Qaeda offers 'condolences' for innocent victims, CNN, December 12, 2009
- American to Be Indicted for Treason, Fox News, October 12, 2006
- American Al Qaeda member Adam Gadahn tells of Jewish roots in video | L.A. NOW | Los Angeles Times
- Al-Qaeda Invites Me to Join Its Ranks [Weblog] – Daniel Pipes
- Ross, Brian (September 11, 2005). "Alleged American Al Qaeda Warns of U.S. Attacks". ABC World News Tonight.
- YouTube – 1–4 [HD] We Will Continue Our Jihad and Our Sacrifice